# Eksopp
Eksopp (Leccinum quercinum) är en svampart som först beskrevs av Albert Pilát, och fick sitt nu gällande namn av E.E. Green & Watling 1969. Eksopp ingår i släktet Leccinum och familjen Boletaceae.  Arten är reproducerande i Sverige. Inga underarter finns listade i Catalogue of Life.

## Källor

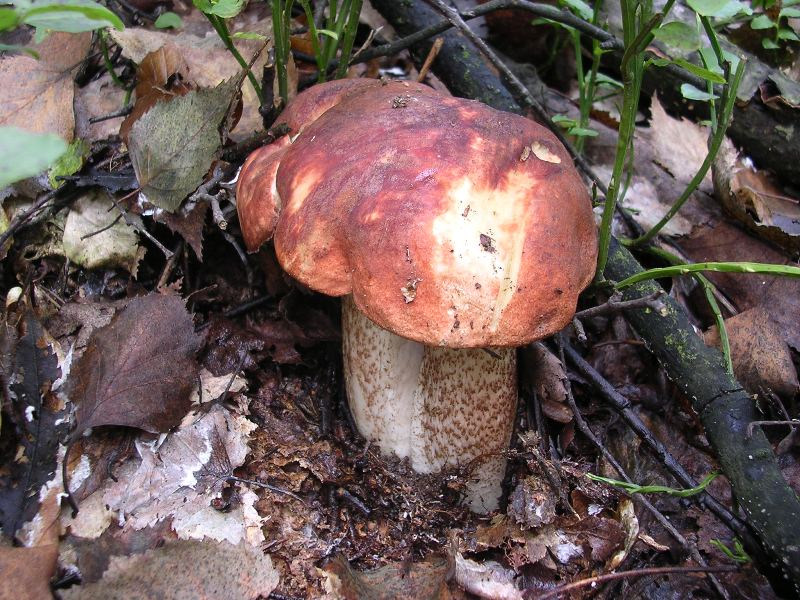